# The Shaughraun
The Shaughraun er en amerikansk stumfilm fra 1912 af Sidney Olcott.

## Medvirkende
- J.J. Clark som Molineaux.
- George D. Melville som Robert Ffolliott.
- George P. Lester som Dolan.
- J.P. McGowan som Corry Kinchela.
- Robert G. Vignola som Harvey Duff.